# Syneches apiciflavus
Syneches apiciflavus är en tvåvingeart som beskrevs av Yang, Yang och Hu 2002. Syneches apiciflavus ingår i släktet Syneches och familjen puckeldansflugor. Inga underarter finns listade i Catalogue of Life.